# Sed de venganza
Sed de venganza è una telenovela statunitense prodotta da Telemundo Global Studios e trasmessa su Telemundo dal 15 ottobre 2024 al 6 marzo 2025. È basato sulla telenovela colombiana del 2007 Pura sangre.

## Trama
Fernanda Ríos è determinata a liberarsi dagli abusi subiti durante la sua infanzia. I suoi piani però vanno male quando inganni e ricatti la portano nell'oscuro regno di Eugenio Beltrán, che la addestra a mettere in atto un piano di vendetta contro la famiglia Del Pino. Fernanda si infiltra nella famiglia Del Pino, indebolendone i membri per impossessarsi della loro azienda e della loro fortuna. Dieci anni dopo, Francisco, a cui Fernanda ha distrutto la vita, ritorna in cerca di vendetta, ora sotto l'identità di Emilio Montenegro. Fernanda però non conosce la sua vera identità e il suo arrivo risveglia in lei una passione inaspettata che complica i suoi piani di vendetta.

## Personaggi
- Fernanda Ríos / Regina Castaño, interpretata da Isabella Castillo[3]
- Francisco Ramírez / Emilio Montenegro, interpretato da Danilo Carrera e Jesús Nasser (da giovane)
- Elisa del Pino, interpretata da Alexa Martín e Gabriela Borges (da giovane)
- Gabriel del Pino, interpretato da Carlos Torres[4]
- Marcelo Echeverri, interpretato da Sebastián Carvajal e Steven González (da giovane)
- Eugenio Beltrán, interpretato da Diego Olivera[4]
- Mónica Rodríguez, interpretata da Daniela Martínez
- Alonso del Pino, interpretato da Roberto Romano
- Brenda Ferrero, interpretata da Fefi Oliveira
- Roberto León, interpretato da Rodolfo Salas[5]
- Ana del Pino, interpretata da María José Camacho e Isairis Rodríguez (da giovane)
- Javier Ponce como Sebastián del Pino, interpretato da Javier Ponce
- Sandra Itzel como Patricia Flores, interpretata da Sandra Itzel
- Fermín Pérez, interpretato da Humberto Búa
- Tania Villanueva, interpretata da Roberta Burns
- Erika Flores, interpretata da María Laura Quintero
- Claudia Flores, interpretata da Claudia Coira
- Mirna Guerrero, interpretata da María Eugenia Arboleda
- Alfredo del Pino, interpretato da Saúl Lisazo

## Episodi
| Stagione       | Episodi | Prima TV USA | Prima TV Italia |
| -------------- | ------- | ------------ | --------------- |
| Prima stagione | 83      | 2024-2025    |                 |